# World Arabian Horse Organization
La World Arabian Horse Organization (WAHO) est l'organisation mondiale pour la préservation et l'amélioration des chevaux arabes. La WAHO accorde l'adhésion aux nations après examen des livres généalogiques nationaux, et examen des réglementations de chaque pays.
Sa création remonte à 1974.
| Nations membres de la WAHO      | Nations membres de la WAHO                                                 | Nations membres de la WAHO |
| ------------------------------- | -------------------------------------------------------------------------- | -------------------------- |
| Égypte                          | Egyptian Agricultural Organization                                         |                            |
| Algérie                         | Office National De Développement Des Élevages Équins (O.N.D.E.E.)          |                            |
| Argentine                       | Stud Book Argentino                                                        |                            |
| Azerbaïdjan                     | Azerbaijan Arabian Horses Club                                             |                            |
| Australie                       | The Arabian Horse Society of Australia, Ltd.                               |                            |
| Bahreïn                         | Royal Arabian Stud of Bahrain                                              |                            |
| Belgique                        | Belgisch Arabisch Paardenstamboek                                          |                            |
| Belize                          | Belize Arabian Stud Book                                                   |                            |
| Brésil Paraguay Bolivie         | Associacao Brasileira Dos Criadores Do Cavalo Arabe                        |                            |
| Bulgarie                        | Executive Agency for Selection & Reproduction in Animal Breeding           |                            |
| Chili Pérou                     | Sociedad de Fomento Agricola de Temuco                                     |                            |
| Danemark                        | Dansk Selskab for Arabisk Hesteavl                                         |                            |
| Allemagne Luxembourg            | Verband der Züchter und Freunde des Arabischen Pferdes (VZAP)              |                            |
| Finlande                        | Finnish Arab Horse Society                                                 |                            |
| France                          | Stud Book Francais du Cheval Arabe                                         |                            |
| Royaume-Uni Irlande Malte Grèce | The Arab Horse Society                                                     |                            |
| Irak                            | Registrar, Iraqi Arabian Horse Organization                                |                            |
| Iran                            | Equestrian Federation of Islamic Republic of Iran                          |                            |
| Israël                          | Israel Arab Horse Registry                                                 |                            |
| Italie                          | Associazione Nazionale Italiana Cavallo Arabo (ANICA)                      |                            |
| Jordanie                        | Registrar Royal Jordanian Stud Book Authority                              |                            |
| Canada                          | Canadian Arabian Horse Registry                                            |                            |
| Kazakhstan                      | Arabian Horse Society of Kazakhstan                                        |                            |
| Qatar                           | Qatar Arabian Horse Registry                                               |                            |
| Colombie                        | Asociación Colombiana de Criadores de Caballos Arabes                      |                            |
| Koweït                          | Kuwait Arabian Horse Registry, Hunting & Equestrian Club                   |                            |
| Liban                           | S.P.A.R.C.A.                                                               |                            |
| Libye                           | Libyan Arabian Horse Breeders Society                                      |                            |
| Lituanie                        | Lithuanian Horse Breeders Association                                      |                            |
| Maroc                           | Ministere de l'Agriculture; Direction De L'Elevage                         |                            |
| Namibie                         | Arab Horse Breeders Society of Namibia                                     |                            |
| Nouvelle-Zélande                | New Zealand Arab Horse Breeders Society Inc.                               |                            |
| Pays-Bas                        | Arabische VolboedpaardenStamboek in Nederland                              |                            |
| Norvège                         | Norwegian Arab Horse Society                                               |                            |
| Autriche                        | Verband der Vollblutaraber-Züchter Österreich                              |                            |
| Oman                            | The Royal Cavalry                                                          |                            |
| Pakistan                        | Pakistan Arabian Horse Society                                             |                            |
| Pologne                         | Polish Arabian Stud Book (PASB)                                            |                            |
| Portugal                        | Associacao Portuguesa de Criadores de Racas Selectas                       |                            |
| Roumanie                        | Romsilva Dept. of Horse Breeding, Exploitation & Improvement (DHBEA) Bd.   |                            |
| Russie                          | Russian Arabian Stud Book, All-Russia Research Institute of Horse Breeding |                            |
| Arabie saoudite                 | King Abdul Aziz Arabian Horse Center                                       |                            |
| Suède                           | Swedish Arab Horse Registry (SAHR)                                         |                            |
| Suisse                          | Schweizer Zuchtgenossenschaft fuer Arabische Pferde (SZAP)                 |                            |
| Zimbabwe                        | Arab Horse Society of Zimbabwe                                             |                            |
| Slovaquie                       | Narodny Zrebcin Topolcianky                                                |                            |
| Slovénie                        | Slovenian Arabian Stud Book Authority                                      |                            |
| Espagne                         | Asociación Española de Criadores de Caballos Árabes (A.E.C.C.A)            |                            |
| Afrique du Sud                  | The Arab Horse Society of South Africa                                     |                            |
| Syrie                           | Arabian Horse Office, Ministry of Agriculture & Agrarian Reform (MAAR)     |                            |
| République tchèque              | Purebred Arabian Horse Association – ACHPAK                                |                            |
| Tunisie                         | Association Fondation Nationale D'Amelioration                             |                            |
| Turquie                         | Turkish Arabian Horse Registry                                             |                            |
| Hongrie                         | Society of Hungarian Arabian Horse Breeders                                |                            |
| Uruguay                         | Sociedad Criadores de Caballos Arabes                                      |                            |
| Venezuela                       | ASOARABE                                                                   |                            |
| Émirats arabes unis             | Emirates Arabian Horse Society                                             |                            |
| États-Unis Mexique Panama       | Arabian Horse Association Purebred Arabian Horse Trust                     |                            |